# Europees kampioenschap voetbal 1960 (kwalificatie)
De kwalificatie voor het EK 1960 werd door verschillende nationale voetbalteams gespeeld. De kwalificatie begon in 1958 met een wedstrijd tussen de Sovjet-Unie en Hongarije. 
Elk land speelt eenmaal een thuis- en eenmaal een uitwedstrijd. Degene die het beste presteert over de 2 wedstrijden ging door naar de volgende ronde. Uiteindelijk mochten de 4 winnaars van de kwartfinales naar de eindronde.

## Samenvatting
België en Nederland hadden zich niet aangemeld. Het toernooi leefde nog niet echt in vooral West-Europa, van de twaalf deelnemers aan het wereldkampioenschap in 1958 deden maar zes mee, waaronder alle vier landen uit Oost-Europa. Frankrijk, Tsjecho-Slowakije en Joegoslavië plaatsten zich zonder problemen voor de eindronde.
De Sovjet-Unie speelde de eerste wedstrijd ooit op een EK tegen het Hongarije na de Hongaarse opstand, waarna veel grote spelers het land verlieten. In de eerste wedstrijd ooit in het volle Lenin-stadion (100.000 toeschouwers) behaalden de Russen een regelmatige overwinning: 3-1. Pas een jaar later was de return, voor 80.000 toeschouwers; in het Nepstadion wonnen de Russen opnieuw: 0-1 vooral dankzij het keeperswerk van Lev Yashin, algemeen gezien als de beste keeper aller tijden.
In de kwartfinale zou men spelen tegen Spanje, maar op het laatste moment besloot dictator Franco, dat men niet kon spelen tegen de Sovjet-Unie vanwege hun rol in de Spaanse Burgeroorlog.

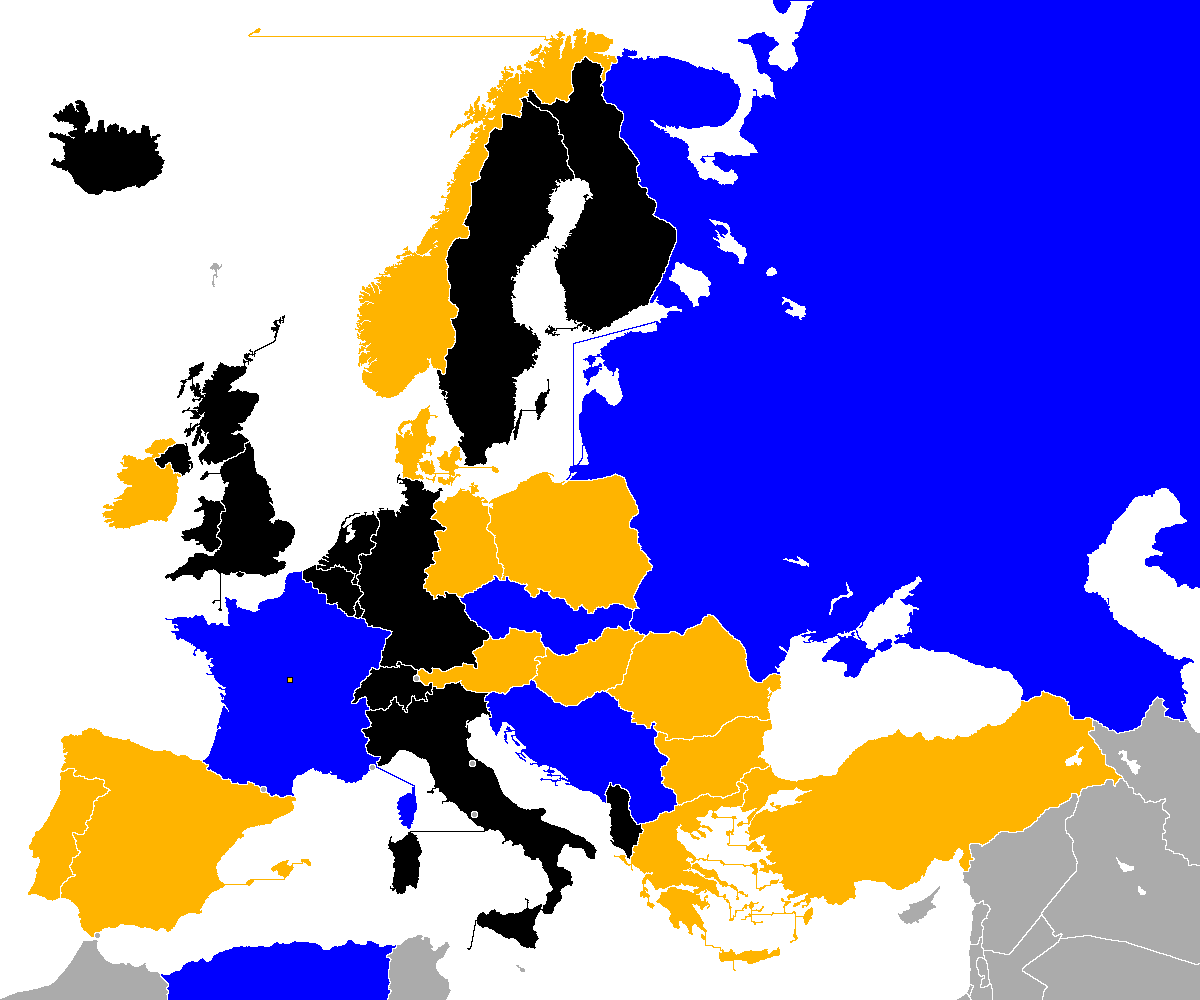
Gekwalificeerd
Niet gekwalificeerd
Niet deelgenomen
Geen UEFA-lid

## Gekwalificeerde landen
| Land                 | Kwalificatie | Eerdere deelnames aan EK1 |
| -------------------- | ------------ | ------------------------- |
| Frankrijk (gastland) | kwartfinale  | 0 (debuut)                |
| Sovjet-Unie          | kwartfinale  | 0 (debuut)                |
| Joegoslavië          | kwartfinale  | 0 (debuut)                |
| Tsjecho-Slowakije    | kwartfinale  | 0 (debuut)                |

## Wedstrijden

### Voorronde
|                                                 |                                         |       |                   |                                                                                     |
| 5 april 1959 «onderlinge duels» 15:30 uur (UTC) | Ierland                                 | 2 – 0 | Tsjecho-Slowakije | Dalymount Park, Dublin Toeschouwers: 37.500 Scheidsrechter: Lucien Van Nuffel (BEL) |
| 5 april 1959 «onderlinge duels» 15:30 uur (UTC) | Liam Tuohy 21' Noel Cantwell 41' (pen.) |       |                   | Dalymount Park, Dublin Toeschouwers: 37.500 Scheidsrechter: Lucien Van Nuffel (BEL) |

|                                                  |                                                                                     |       |         |                                                                                   |
| 10 mei 1959 «onderlinge duels» 16:00 uur (UTC+1) | Tsjecho-Slowakije                                                                   | 4 – 0 | Ierland | Tehelné pole, Bratislava Toeschouwers: 41.691 Scheidsrechter: José Barberan (FRA) |
| 10 mei 1959 «onderlinge duels» 16:00 uur (UTC+1) | Imrich Stacho 3' (pen.) Titus Buberník 57' Ladislav Pavlovič 67' Milan Dolinský 75' |       |         | Tehelné pole, Bratislava Toeschouwers: 41.691 Scheidsrechter: José Barberan (FRA) |

Tsjecho-Slowakije won met 4–2 over twee wedstrijden en kwalificeert zich voor de achtste finale.

### Achtste finales
|                                                     |                                                                                        |       |                   |                                                                                      |
| 1 oktober 1958 «onderlinge duels» 20:30 uur (UTC+1) | Frankrijk                                                                              | 7 – 1 | Griekenland       | Parc des Princes, Parijs Toeschouwers: 37.590 Scheidsrechter: Gottfried Dienst (SUI) |
| 1 oktober 1958 «onderlinge duels» 20:30 uur (UTC+1) | Raymond Kopa 23' Just Fontaine 25', 85' Thadée Cisowski 29', 68' Jean Vincent 61', 87' |       | 47' Elias Yfantis | Parc des Princes, Parijs Toeschouwers: 37.590 Scheidsrechter: Gottfried Dienst (SUI) |

|                                                      |                         |       |                    |                                                                                                   |
| 3 december 1958 «onderlinge duels» 15:00 uur (UTC+2) | Griekenland             | 1 – 1 | Frankrijk          | Apostolos Nikolaidisstadion, Athene Toeschouwers: 18.833 Scheidsrechter: Vincenzo Orlandini (ITA) |
| 3 december 1958 «onderlinge duels» 15:00 uur (UTC+2) | Roger Marche 85' (e.d.) |       | 71' Stéphane Bruey | Apostolos Nikolaidisstadion, Athene Toeschouwers: 18.833 Scheidsrechter: Vincenzo Orlandini (ITA) |

Frankrijk won met 8–2 over twee wedstrijden en kwalificeert zich voor de kwartfinale.
|                                                      |                                                                    |       |         |                                                                                            |
| 2 november 1958 «onderlinge duels» 14:45 uur (UTC+2) | Roemenië                                                           | 3 – 0 | Turkije | Stadionul 23 August, Boekarest Toeschouwers: 67.200 Scheidsrechter: Gottfried Dienst (SUI) |
| 2 november 1958 «onderlinge duels» 14:45 uur (UTC+2) | Nicolae Oaida 62' Gheorghe Constantin 77' Constantin Dinulescu 81' |       |         | Stadionul 23 August, Boekarest Toeschouwers: 67.200 Scheidsrechter: Gottfried Dienst (SUI) |

|                                                    |                                       |       |          |                                                                                            |
| 26 april 1958 «onderlinge duels» 16:00 uur (UTC+2) | Turkije                               | 2 – 0 | Roemenië | Mithatpaşa Stadyumu, Istanbul Toeschouwers: 23.567 Scheidsrechter: Borge Nedelkovski (YUG) |
| 26 april 1958 «onderlinge duels» 16:00 uur (UTC+2) | Lefter Küçükandonyadis 13' (pen.) 54' |       |          | Mithatpaşa Stadyumu, Istanbul Toeschouwers: 23.567 Scheidsrechter: Borge Nedelkovski (YUG) |

Roemenië won met 3–2 over twee wedstrijden en kwalificeert zich voor de kwartfinale.
|                                                   |                                |       |                                       |                                                                                                  |
| 21 juni 1959 «onderlinge duels» 16:00 uur (UTC+1) | Duitse Democratische Republiek | 0 – 2 | Portugal 12' Matateu 67' Mário Coluna | Walter-Ulbricht-Stadion, Oost-Berlijn Toeschouwers: 25.000 Scheidsrechter: Alojz Obtulovič (TCH) |
| 21 juni 1959 «onderlinge duels» 16:00 uur (UTC+1) |                                |       |                                       | Walter-Ulbricht-Stadion, Oost-Berlijn Toeschouwers: 25.000 Scheidsrechter: Alojz Obtulovič (TCH) |

|                                                   |                                                      |       |                                                                 |                                                                                      |
| 28 juni 1959 «onderlinge duels» 17:30 uur (UTC+1) | Portugal Mário Coluna 45' Mário Coluna 62' Cavém 68' | 3 – 2 | Duitse Democratische Republiek 47' Gerhard Vogt 72' Horst Kohle | Estádio das Antas, Porto Toeschouwers: 19.124 Scheidsrechter: Juan Gardeazábal (ESP) |
| 28 juni 1959 «onderlinge duels» 17:30 uur (UTC+1) |                                                      |       |                                                                 | Estádio das Antas, Porto Toeschouwers: 19.124 Scheidsrechter: Juan Gardeazábal (ESP) |

Portugal won met 5–2 over twee wedstrijden en kwalificeert zich voor de kwartfinale.
|                                                  |           |               |            |                                                                                  |
| 20 mei 1959 «onderlinge duels» 19:00 uur (UTC+2) | Noorwegen | 0 – 1         | Oostenrijk | Ullevaalstadion, Oslo Toeschouwers: 27.566 Scheidsrechter: Werner Bergmann (DDR) |
| 20 mei 1959 «onderlinge duels» 19:00 uur (UTC+2) |           | 32' Erich Hof |            | Ullevaalstadion, Oslo Toeschouwers: 27.566 Scheidsrechter: Werner Bergmann (DDR) |

|                                                        |                                                                |       |                       |                                                                                        |
| 23 september 1959 «onderlinge duels» 19:00 uur (UTC+1) | Oostenrijk                                                     | 5 – 2 | Noorwegen             | Prater-Stadion, Wenen Toeschouwers: 34.989 Scheidsrechter: Dimosthenis Stathatos (GRE) |
| 23 september 1959 «onderlinge duels» 19:00 uur (UTC+1) | Erich Hof 2', 26' (pen.) Horst Nemec 21', 73' Karl Skerlan 60' |       | 20', 35' Ove Ødegaard | Prater-Stadion, Wenen Toeschouwers: 34.989 Scheidsrechter: Dimosthenis Stathatos (GRE) |

Oostenrijk won met 6–2 over twee wedstrijden en kwalificeert zich voor de kwartfinale.
|                                                        |                                                                   |       |                  |                                                                                        |
| 28 september 1958 «onderlinge duels» 16:00 uur (UTC+3) | Sovjet-Unie                                                       | 3 – 1 | Hongarije        | Centraal Leninstadion, Moskou Toeschouwers: 100.572 Scheidsrechter: Alfred Grill (AUT) |
| 28 september 1958 «onderlinge duels» 16:00 uur (UTC+3) | Anatoli Iljin 4' Slava Metreveli 20' Valentin Kozmitsj Ivanov 32' |       | 84' János Göröcs | Centraal Leninstadion, Moskou Toeschouwers: 100.572 Scheidsrechter: Alfred Grill (AUT) |

|                                                        |           |                  |             |                                                                              |
| 27 september 1959 «onderlinge duels» 15:30 uur (UTC+1) | Hongarije | 0 – 1            | Sovjet-Unie | Népstadion, Boedapest Toeschouwers: 78.481 Scheidsrechter: Jozef Kowal (POL) |
| 27 september 1959 «onderlinge duels» 15:30 uur (UTC+1) |           | 58' Iouri Voinov |             | Népstadion, Boedapest Toeschouwers: 78.481 Scheidsrechter: Jozef Kowal (POL) |

De Sovjet-Unie won met 4–1 over twee wedstrijden en kwalificeert zich voor de kwartfinale.
|                                                   |                                     |       |                                                  |                                                                                |
| 28 juni 1959 «onderlinge duels» 17:30 uur (UTC+2) | Polen                               | 2 – 4 | Spanje                                           | Śląskistadion, Chorzów Toeschouwers: 71.469 Scheidsrechter: Arthur Ellis (ENG) |
| 28 juni 1959 «onderlinge duels» 17:30 uur (UTC+2) | Ernest Pohl 34' Lucjan Brychczy 62' |       | 40', 52' Luis Suárez 41', 56' Alfredo Di Stéfano | Śląskistadion, Chorzów Toeschouwers: 71.469 Scheidsrechter: Arthur Ellis (ENG) |

|                                                      |                                                                       |       |       |                                                                                           |
| 14 oktober 1959 «onderlinge duels» 20:30 uur (UTC+1) | Spanje                                                                | 3 – 0 | Polen | Estadio Santiago Bernabéu, Madrid Toeschouwers: 62.070 Scheidsrechter: Karoly Balla (HUN) |
| 14 oktober 1959 «onderlinge duels» 20:30 uur (UTC+1) | Alfredo Di Stéfano 30' Enrique Gensana Merola 69' Francisco Gento 85' |       |       | Estadio Santiago Bernabéu, Madrid Toeschouwers: 62.070 Scheidsrechter: Karoly Balla (HUN) |

Spanje won met 7–2 over twee wedstrijden en kwalificeert zich voor de kwartfinale.
|                                                        |                                   |       |                                        |                                                                                             |
| 23 september 1959 «onderlinge duels» 19:00 uur (UTC+1) | Denemarken                        | 2 – 2 | Tsjecho-Slowakije                      | Københavns Idrætspark, Kopenhagen Toeschouwers: 32.400 Scheidsrechter: Jan Bronkhorst (NED) |
| 23 september 1959 «onderlinge duels» 19:00 uur (UTC+1) | Poul Pedersen 15' Bent Hansen 19' |       | 29' Ladislav Kačáni 43' Milan Dolinský | Københavns Idrætspark, Kopenhagen Toeschouwers: 32.400 Scheidsrechter: Jan Bronkhorst (NED) |

|                                                      |                                                                   |       |                 |                                                                                             |
| 18 oktober 1959 «onderlinge duels» 14:30 uur (UTC+1) | Tsjecho-Slowakije                                                 | 5 – 1 | Denemarken      | Stadion Spartak Královo Pole, Brno Toeschouwers: 31.217 Scheidsrechter: Helmut Köhler (DDR) |
| 18 oktober 1959 «onderlinge duels» 14:30 uur (UTC+1) | Titus Buberník 39', 56' Adolf Scherer 47', 86' Milan Dolinský 63' |       | 32' John Kramer | Stadion Spartak Královo Pole, Brno Toeschouwers: 31.217 Scheidsrechter: Helmut Köhler (DDR) |

Tsjecho-Slowakije won met 7–3 over twee wedstrijden en kwalificeert zich voor de kwartfinale.
|                                                  |                                |       |           |                                                                             |
| 31 mei 1959 «onderlinge duels» 17:00 uur (UTC+1) | Joegoslavië                    | 2 – 0 | Bulgarije | JNA Stadion, Belgrado Toeschouwers: 23.418 Scheidsrechter: Mihai Popa (ROU) |
| 31 mei 1959 «onderlinge duels» 17:00 uur (UTC+1) | Milan Galić 1' Lazar Tasić 87' |       |           | JNA Stadion, Belgrado Toeschouwers: 23.418 Scheidsrechter: Mihai Popa (ROU) |

|                                                      |                |       |                   |                                                                                        |
| 25 oktober 1959 «onderlinge duels» 13:30 uur (UTC+2) | Bulgarije      | 1 – 1 | Joegoslavië       | Vasil Levskistadion, Sofia Toeschouwers: 27.560 Scheidsrechter: Kurt Tschenscher (FRG) |
| 25 oktober 1959 «onderlinge duels» 13:30 uur (UTC+2) | Todor Diev 55' |       | 57' Muhamed Mujić | Vasil Levskistadion, Sofia Toeschouwers: 27.560 Scheidsrechter: Kurt Tschenscher (FRG) |

Joegoslavië won met 3–1 over twee wedstrijden en kwalificeert zich voor de kwartfinale.

### Kwartfinale
|                                                       |                                                  |       |                                     | |
| 13 december 1959 «onderlinge duels» 14:30 uur (UTC+1) | Frankrijk                                        | 5 – 2 | Oostenrijk                          | Stade olympique Yves-du-Manoir, Colombes Toeschouwers: 43.775 Scheidsrechter: Manuel Asensi Martín (ESP) |
| 13 december 1959 «onderlinge duels» 14:30 uur (UTC+1) | Just Fontaine 6', 18', 70' Jean Vincent 38', 80' |       | 40' Walter Horak 65' Rudolf Pichler | Stade olympique Yves-du-Manoir, Colombes Toeschouwers: 43.775 Scheidsrechter: Manuel Asensi Martín (ESP) |

|                                                    |                                  |       |                                                                                       |                                                                            |
| 27 maart 1960 «onderlinge duels» 15:00 uur (UTC+1) | Oostenrijk                       | 2 – 4 | Frankrijk                                                                             | Prater-Stadion, Wenen Toeschouwers: 39.229 Scheidsrechter: Leo Helge (DEN) |
| 27 maart 1960 «onderlinge duels» 15:00 uur (UTC+1) | Horst Nemec 27' Erich Probst 64' |       | 46' Jean-Jacques Marcel 59' Bernard Rahis 77' François Heutte 83' (pen.) Raymond Kopa | Prater-Stadion, Wenen Toeschouwers: 39.229 Scheidsrechter: Leo Helge (DEN) |

Frankrijk won met 9–4 over twee wedstrijden en kwalificeert zich voor het hoofdtoernooi.
|                                                 |                         |       |                  |                                                                                   |
| 8 mei 1960 «onderlinge duels» 17:00 uur (UTC+1) | Portugal                | 2 – 1 | Joegoslavië      | Estádio Nacional, Oeiras Toeschouwers: 39.978 Scheidsrechter: José Barberan (FRA) |
| 8 mei 1960 «onderlinge duels» 17:00 uur (UTC+1) | Santana 29' Matateu 69' |       | 81' Boris Kostić | Estádio Nacional, Oeiras Toeschouwers: 39.978 Scheidsrechter: José Barberan (FRA) |

|                                                  |                                                                                  |       |                     |                                                                              |
| 22 mei 1960 «onderlinge duels» 17:45 uur (UTC+1) | Joegoslavië                                                                      | 5 – 1 | Portugal            | JNA Stadion, Belgrado Toeschouwers: 43.000 Scheidsrechter: Josef Stoll (AUT) |
| 22 mei 1960 «onderlinge duels» 17:45 uur (UTC+1) | Dragoslav Šekularac 8' Zvezdan Čebinac 44' Boris Kostić 50', 80' Milan Galić 68' |       | 29' Domiciano Cavém | JNA Stadion, Belgrado Toeschouwers: 43.000 Scheidsrechter: Josef Stoll (AUT) |

Joegoslavië won met 6–3 over twee wedstrijden en kwalificeert zich voor het hoofdtoernooi.
|                                                  |          |                                        |                   |                                                                                        |
| 22 mei 1960 «onderlinge duels» 17:00 uur (UTC+2) | Roemenië | 0 – 2                                  | Tsjecho-Slowakije | Stadionul 23 August, Boekarest Toeschouwers: 61.306 Scheidsrechter: Andor Dorogi (HUN) |
| 22 mei 1960 «onderlinge duels» 17:00 uur (UTC+2) |          | 8' Josef Masopust 45' Vlastimil Bubník |                   | Stadionul 23 August, Boekarest Toeschouwers: 61.306 Scheidsrechter: Andor Dorogi (HUN) |

|                                                  |                                             |       |          |                                                                                    |
| 29 mei 1960 «onderlinge duels» 16:30 uur (UTC+1) | Tsjecho-Slowakije                           | 3 – 0 | Roemenië | Tehelné pole, Bratislava Toeschouwers: 31.057 Scheidsrechter: Leif Gulliksen (NOR) |
| 29 mei 1960 «onderlinge duels» 16:30 uur (UTC+1) | Titus Buberník 8', 16' Vlastimil Bubník 18' |       |          | Tehelné pole, Bratislava Toeschouwers: 31.057 Scheidsrechter: Leif Gulliksen (NOR) |

Tsjecho-Slowakije won met 5–0 over twee wedstrijden en kwalificeert zich voor het hoofdtoernooi.
|             |             |   |        |  |
| 29 mei 1960 | Sovjet-Unie | X | Spanje |  |
| 29 mei 1960 |             |   |        |  |

|             |        |   |             |  |
| 9 juni 1960 | Spanje | X | Sovjet-Unie |  |
| 9 juni 1960 |        |   |             |  |

Spanje wilde niet afreizen naar de Sovjet-Unie voor hun kwartfinale, vanwege de betrokkenheid die de Sovjet-Unie had in de Spaanse Burgeroorlog. Hierop werd de Sovjet-Unie tot winnaar uitgeroepen.